# Tisaleo (kanton)
Tisaleo – kanton w prowincji Tungurahua, w Ekwadorze. Stolicą kantonu jest Tisaleo.